# 西大路三條站
西大路三條站（日语：／ Nishiōji-Sanjō eki */?）位於京都府京都市右京區西院今山田町，是京福電氣鐵道嵐山本線的停留場。車站編號為A3。

## 歷史

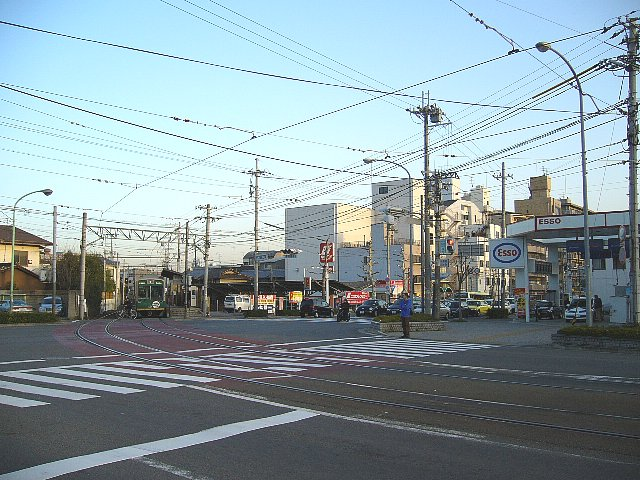
下行月台（十字路口內。為三條口站時代的月台）

- 1910年（明治43年）3月25日 - 嵐山電車軌道的三條口站開業[1]。
- 1918年（大正7年）4月2日 - 由於公司合併，改由京都電燈經營的嵐山電鐵所營運[1]。
- 1942年（昭和17年）3月2日 - 由於路線繼承，成為京福電氣鐵道的車站[1]。
- 2007年（平成19年）3月19日 - 改稱為西大路三條站[1]。

## 車站構造

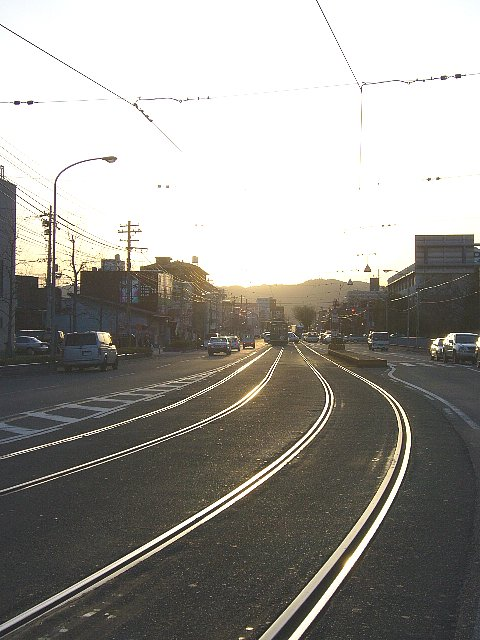
上行月台

千鳥式月台2面2線的地面車站。上行線為路面電車停留場，下行線為單式月台。

### 月台配置
| 月台 | 路線     | 方向 | 目的地            |
| ---- | -------- | ---- | ----------------- |
| 1    | 嵐山本線 | 下行 | 往 帷子之辻、嵐山 |
| 2    | 嵐山本線 | 上行 | 往 四條大宮       |

## 車站周邊
- 京都市立西京高等學校
- 京都兩洋高等學校
- 島津製作所
- 京都三條口郵局
- 西大路通
- 三條通(京都府道112号二條停車場嵐山線)
- 京都市營地下鐵東西線 西大路御池站（向北約400公尺）

## 相鄰車站
京福電氣鐵道
 嵐山本線
西院（A2）－西大路三條（A3）－山之内（A4）

## 外部連結
- 西大路三條站 （页面存档备份，存于） - 京福電氣鐵道